# نغوين ثانه لونغ جيانغ
نغوين ثانه لونغ جيانغ (6 سبتمبر 1988 في فيتنام - ) هو لاعب كرة قدم فيتنامي في مركز الدفاع. شارك مع منتخب فيتنام تحت 23 سنة لكرة القدم ومنتخب فيتنام لكرة القدم. أما مع النوادي، فقد لعب مع نادي سوان تان سايغون ونادي نافيبانك سايغون ونادي هانوي لكرة القدم وDong Nai FC ‏ وTien Giang FC ‏.

## وصلات خارجية
- نغوين ثانه لونغ جيانغ على موقع قاعدة بيانات كرة القدم.إي يو (الإنجليزية)